# Gouldsboro
Gouldsboro és una població dels Estats Units a l'estat de Maine (EUA). Segons el cens del 2000 tenia 1.941 habitants.

## Demografia
Segons el cens del 2000, Gouldsboro tenia 1.941 habitants, 801 habitatges, i 539 famílies. La densitat de població era de 16,3 habitants/km².
Dels 801 habitatges en un 25% hi vivien nens de menys de 18 anys, en un 58,8% hi vivien parelles casades, en un 5,5% dones solteres, i en un 32,7% no eren unitats familiars. En el 27,5% dels habitatges hi vivien persones soles el 13,4% de les quals corresponia a persones de 65 anys o més que vivien soles. El nombre mitjà de persones vivint en cada habitatge era de 2,31 i el nombre mitjà de persones que vivien en cada família era de 2,78.
Per edats la població es repartia de la següent manera: un 19,8% tenia menys de 18 anys, un 7,5% entre 18 i 24, un 26,7% entre 25 i 44, un 28,6% de 45 a 60 i un 17,3% 65 anys o més.
L'edat mediana era de 42 anys. Per cada 100 dones de 18 o més anys hi havia 100 homes.
La renda mediana per habitatge era de 36.542 $ i la renda mediana per família de 43.864 $. Els homes tenien una renda mediana de 25.076 $ mentre que les dones 19.563 $. La renda per capita de la població era de 18.203 $. Entorn del 7% de les famílies i el 10,4% de la població estaven per davall del llindar de pobresa.